# Arte etrusco

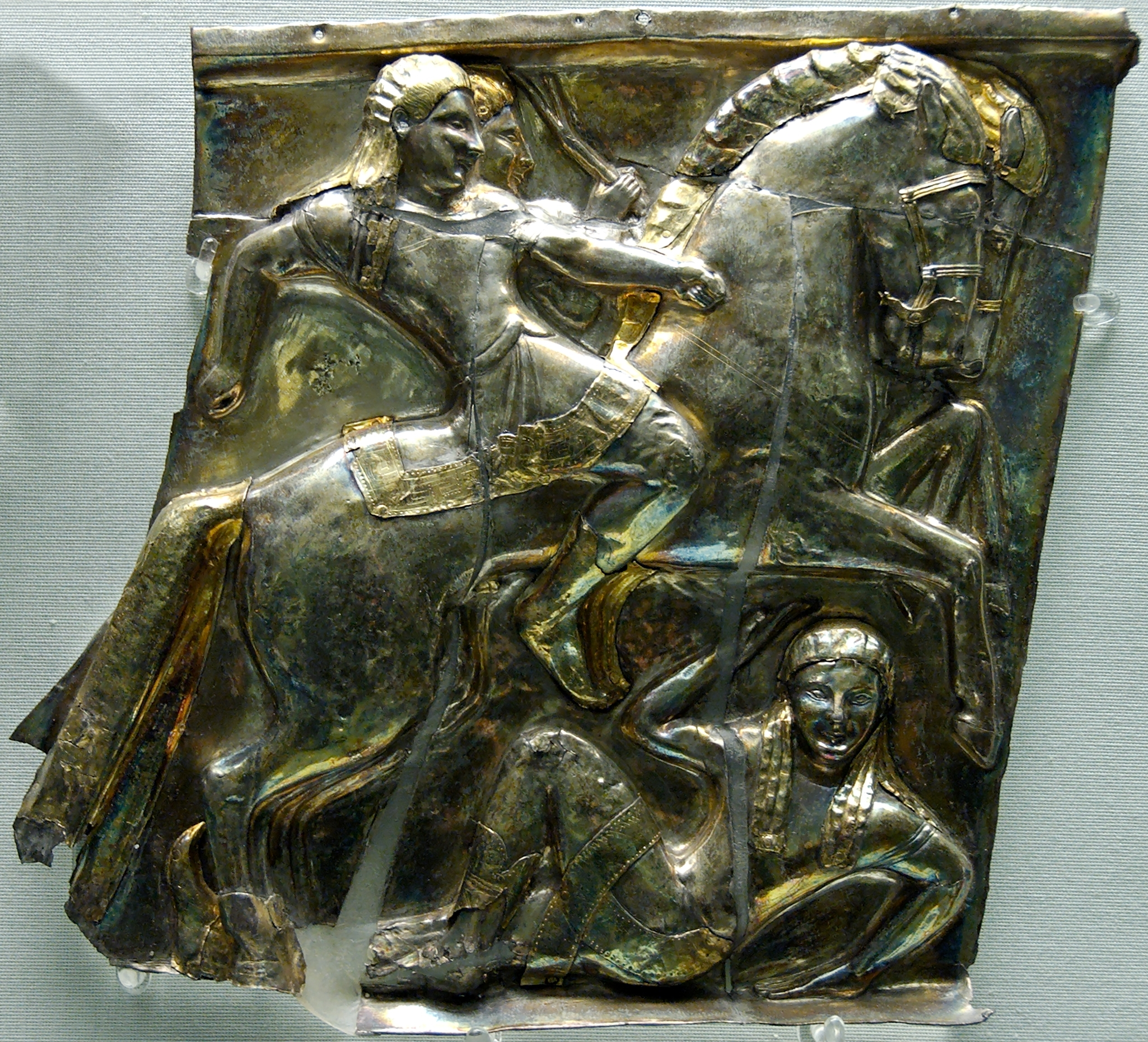
Caballeros etruscos, lámina de plata incisa con relieves dorados.

El arte etrusco fue la forma de arte figurativo producido por la civilización etrusca que se desarrolló en la Italia central entre el siglo IX y el siglo II a. C.. El arte que se conserva es de carácter funerario, relacionado tanto con la pintura (frescos) como con la escultura. Destaca en particular esta última, con sarcófagos de terracota a tamaño natural. También fueron hábiles artesanos, como los que pintaban sobre jarras de cerámica a imitación de los modelos griegos, y excelentes joyeros y metalúrgicos, destacando sus espejos de bronce grabados.
Los restos de la civilización etrusca se encuentran repartidos por las regiones italianas de la Toscana, el Lacio (donde se encuentran las necrópolis de Cerveteri y Tarquinia) y Umbría. Pueden verse sus obras en algunos de los grandes museos italianos, principalmente en la Villa Giulia (ocupada desde 1889 por el Museo Nazionale Etrusco) y el Museo Gregoriano del Vaticano, ambos en Roma; el Museo Archeologico de Florencia, el «Museo Archeologico Nazionale Etrusco della Città di Chiusi» y el «Museo Etrusco Guarnacci» en Volterra. Otros museos menores dedicados a los etruscos son el «Archeologico Etrusco» de Artimino, el «Cívico Archeologico» de Pitigliano y el Etrusco-Romano de Todi.

## Historia
Los etruscos se instalaron inicialmente en el territorio llamado Etruria, triángulo comprendido entre el Arno al norte, el Tíber al sur y el mar Tirreno al oeste.
Los misteriosos orígenes de este pueblo, y en consecuencia de su estilo artístico, se retrotrae a los pueblos que habitaban o fueron expulsados de Asia Menor durante la Edad del Bronce y la del Hierro, aunque otras culturas antiguas influyeron en el arte etrusco (debido a la proximidad o al contacto comercial), tales como los griegos, los fenicios, los egipcios, asirios y Oriente Próximo. Sin embargo, su aparente copia de los modelos helenos oculta un estilo innovador, característico y único cuyo apogeo coincide con el periodo arcaico griego que tendría una honda influencia en el arte romano y que más tarde lo absorbería por completo en el siglo I a. C..

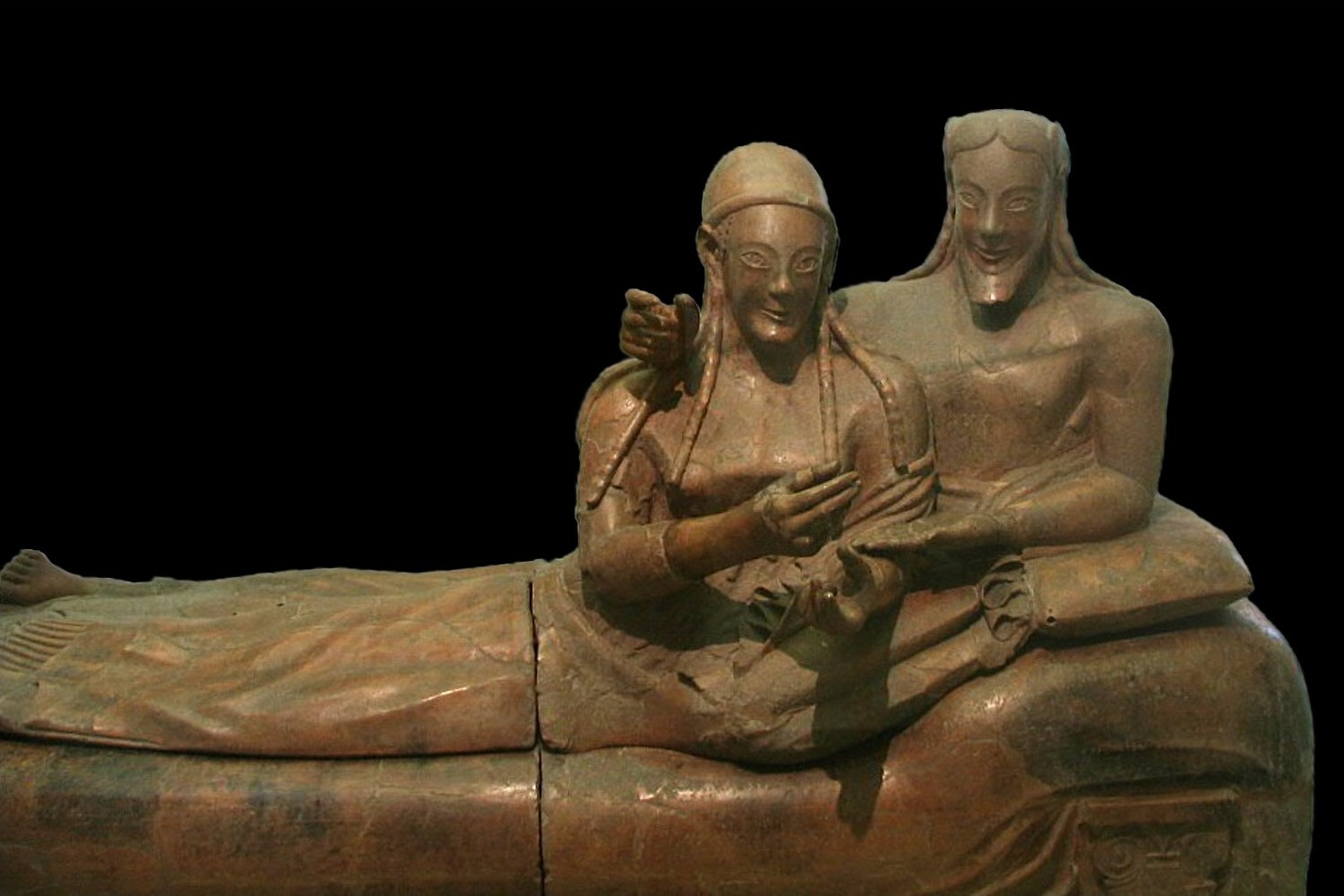
«El sarcófago de los esposos», pareja funeraria etrusca (Villa Giulia, Roma).

Se pueden distinguir diferentes periodos:
- Siglo X-siglo VIII a. C..: período Vilanovio. Comienzo de la civilización etrusca, conocida por la práctica de la incineración y no de la inhumación.
- 700-630 a. C.: período «oriental» u «orientalizante». Debido a los intercambios culturales entre las civilizaciones mediterráneas en esta época, especialmente con la Grecia Antigua, apareció en el arte etrusco una tradición figurativa que se basaba en modelos griegos.
- 630-500 a. C.: Período arcaico. Influencias jónicas y corintias. Debido a mayores intercambios y a la estructuración de la sociedad etrusca, emergieron nuevas técnicas artísticas. En particular, la pintura conoció un desarrollo espectacular: de la decoración de las techumbres se pasa a pintar jarros y frescos; se difunde la escultura en terracota pintada.
- 500-300 a. C. - Período clásico. La cumbre; aún marcada por influencia griega; se producía cada vez menos arte debido a la crisis política y militar, tanto interna como externa, con la excepción de los bronces de Vulci.
- 300-100 a. C. - Fase tardía, el helenismo y la romanización. Los etruscos son absorbidos por la cultura romana.

## Arte y religión
El arte etrusco es a menudo de carácter religioso y de ahí que se relacione con las exigencias de la religión etrusca. La vida de ultratumba etrusca era negativa, a diferencia del punto de vista positivo del antiguo Egipto donde era una continuación de la vida terrenal, o las relaciones de confianza con
los dioses propias de la antigua Grecia. Los dioses etruscos eran indiferentes y tendían a traer buena suerte, de manera que la religión etrusca estaba centrada en su veneración y la adoración de los difuntos. La mayor parte de los restos de arte etrusco se encuentran en excavaciones de cementerios (como en Cerveteri, Tarquinia, Populonia, Orvieto, Vetulonia, Norchia), lo que significa que vemos el arte etrusco dominado por representaciones de la religión y en particular el culto funerario, sea o no ello reflejo verdadero del arte etrusco como un todo.

## La ciudad etrusca
Las primeras poblaciones etruscas se construyeron con cabañas de planta cuadrada, rectangular o redonda con un techo muy inclinado (generalmente de paja o arcilla). Se diferenciaban de otros asentamientos itálicos en que no estaban dispuestos al azar, sino que seguían una lógica económica o estratégica bien precisa. Muchas ciudades etruscas se situaban en lo alto de una meseta, lo que permitía buenas vistas del terreno circundante, fuera terrestre o marítimo; así puede verse aún en Volterra. Otros núcleos, como Veyes o Tarquinia surgieron en un territorio particularmente fértil y apropiado para la agricultura.

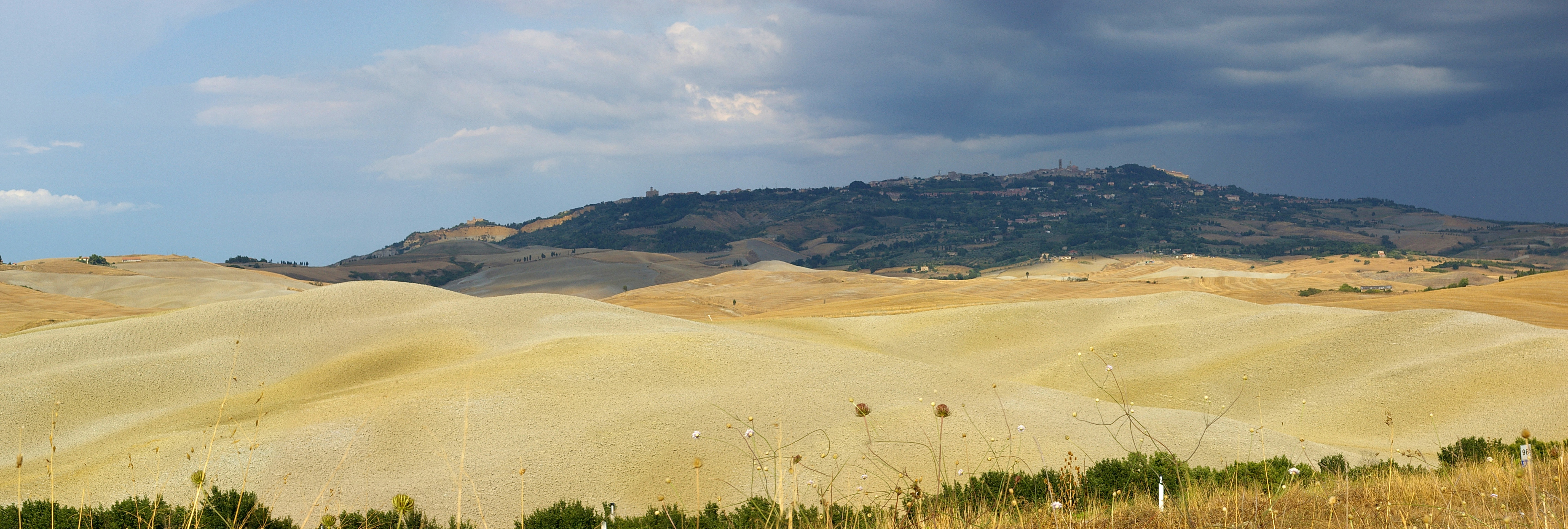
Vista de Volterra bajo una tormenta. Las ciudades etruscas solían colocarse en mesetas elevadas, de manera que se tuviera una vista de toda la región.

Se fundaba trazando con un arado los dos ejes principales y perpendiculares entre ellos, llamados cardo (norte-sur) y decumano (este-oeste), dividiendo luego los cuatro sectores así obtenidos en insulae (del latín, isla), a través de una red de calles paralelas al cardo y al decumano. Esta precisa disposición urbanística es visible aún hoy en algunas ciudades de la antigua Etruria. No es, de todos modos, novedad etrusca, en cuanto que la idea de fundar la ciudad partiendo de dos calles perpendiculares era de uso común en Grecia y fue retomada en épocas posteriores por los romanos para fundar campamentos y ciudades (como por ejemplo Augusta Praetoria Salassorum y Augusta Taurinorum, las actuales Aosta y Turín).
A la ciudad la rodeaba una muralla, muy a menudo de carácter ciclópeo, que representa el único testimonio, junto con las tumbas y los basamentos de los templos, de la arquitectura etrusca en piedra. En efecto, los materiales que se usaban para construir eran la arcilla, la toba y la caliza, siendo el mármol casi desconocido. Se entraba a la ciudad por puertas que se abrían entre dos torreones mediante arco de medio punto. Este tipo de fortificación influyó en los modelos romanos. El número de puertas eran siete o cuatro (aunque hay testimonios de algunas ciudades con cinco y seis entradas), las más importantes se correspondían con los extremos del cardo y el decumano. Inicialmente eran de simple arquitrabe, pero a partir del siglo V a. C., las puertas adquirieron características imponentes en forma de arco, construido encastrando a piedra seca entre ellas enormes bloques de toba, a su vez insertos en los muros. Las puertas de la época tardo-etrusca, como por ejemplo la Porta all'Arco de Volterra, estaban además decoradas con frescos y bajorrelievee en sus partes principales (la clave del arco y el plano de imposta).

## Arquitectura
Además de varias construcciones ciclópeas a ellos atribuidas, se sabe que los etruscos importaron de Oriente el arco de medio punto y la bóveda perfecta. Estos elementos arquitectónicos llegaron a los romanos precisamente a través de los etruscos. Sus construcciones emplean además la columna sobre soporte, formando el orden toscano, que tiene relación con el dórico.
En el siglo VIII a. C. las casas pasaron a ser cuadrangulares, morfología que posteriormente heredó Roma. Se hacían de madera, de adobe y más tarde de morrillos de toba. Podían tener hasta dos pisos. Las estructuras de madera de las casas más ricas de la Antigüedad se protegían de la humedad por placas de terracota pintadas de colores vivos. Inicialmente, la aristocracia vivía en casas de tres partes, a veces precedidas de un pórtico que daba a un patio; más tarde en extensas residencias (domus) construidas en torno a un patio, según el estilo griego.

### Los templos

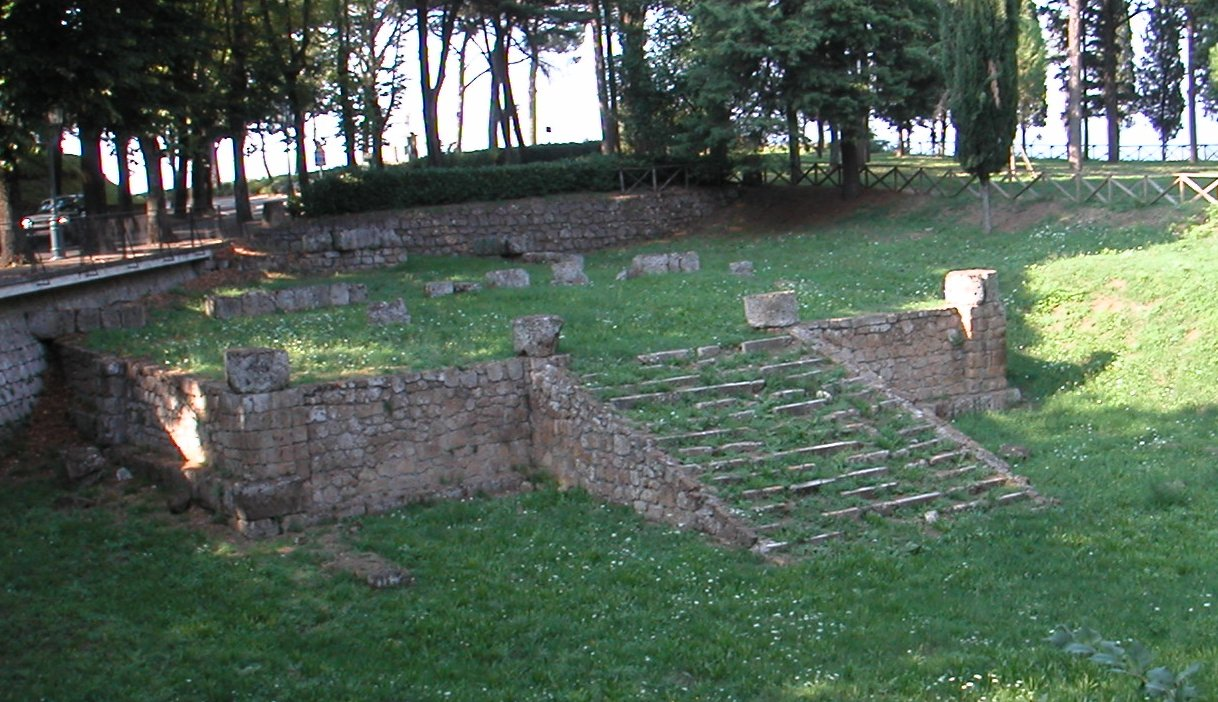
Ruinas de un templo en Volsinies (Orvieto).

Dado que se construían con materiales perecederos, han llegado hasta la época moderna solo unos pocos testimonios de la arquitectura religiosa etrusca en general y de los templos en particular. Las informaciones que se tienen de ellos provienen de los textos de Vitruvio, que los clasificaba bajo un nuevo orden, el toscano. Solo a través de documentos de la época romana, pues, puede intentar reconstruirse el modo en que se hacían.
Los templos eran grandes edificios casi cuadrados, se alzaban sobre un basamento o podio de piedra. Estaban destinados a no verse más que de frente, único lugar por el que se accedía, a través de una escalinata, en lugar de una mediante crepidoma perimetral.

La superficie del templo se dividía en dos zonas:
- El pórtico in antis con columnas; es la parte antecedente o pronao, con ocho columnas dispuestas en dos filas de cuatro.
- La parte posterior, con una cella, que en algunas ocasiones se hace triple, recordando la creencia en una tríada de dioses, dedicándose cada celle a una divinidad en particular.

El frontón y el techo se adornaban con decoraciones en las terracotas pintadas. Un ejemplo de decoración es la cabeza de Gorgona en el templo de Portonaccio en Veyes, actualmente conservado en Villa Giulia (Roma). A veces se colocaba sobre la techumbre grandes estatuas de bulto redondo, también pintadas.

Caballos alados de Tarquinia, realizados en terracota (siglo IV a. C.). Decoraban la fachada del templo de Ara della Regina, en Tarquinia. Actualmente se encuentran en el «Museo Nazionale Tarquinese».

A diferencia de los templos griegos y egipcios, que fueron cambiando con la evolución de la civilización que los originó, los templos etruscos permanecieron sustancialmente siempre iguales a lo largo de los siglos, quizá a causa del hecho de que en la mentalidad etrusca no eran la morada terrena de la divinidad, sino un lugar en el que reunirse para rezar a los dioses y confiar en que éstos escuchen.
Era frecuente llevar ofrendas a los templos, consistentes en general en estatuillas votivas en terracota o bronce, o bien animales para el sacrificio, como corderos o cabras.

### La arquitectura funeraria (necrópolis)
Las tumbas etruscas están bien conservadas, como la Tumba de los leones rugientes, hallada en la ciudad etrusca de Veyes, al haber sido construidas en piedra. Generalmente se ubicaban en las afueras de las murallas ciudadanas, pero con orientación paralela al cardo y al decumano. Existe una clasificación de la arquitectura funeraria etrusca distinguiendo de hecho tres tipos de necrópolis o catacumbas: hipogeos, edículos y túmulos cubiertos por una falsa cúpula o bóveda, que son los más conocidos. Son famosas las de Tarquinia y Cerveteri.
Para la religión etrusca, el hombre, ser débil e insignificante en vida, en el más allá necesita un ambiente familiar en el que transcurra la vida después de la muerte, junto con sus objetos personales. Esto explica el cuidado con el que se construían las necrópolis, el hecho de que la pintura de este pueblo sea casi exclusivamente funeraria y que en las tumbas se hayan encontrado ricos ajuares, algunos de ellos provenientes de las colonias griegas del sur de Italia. Las paredes de las necrópolis se pintaban con vivos colores que contrastaban con la oscuridad, símbolo de la muerte espiritual. Así, las necrópolis etruscas son una fuente muy significativa, históricamente hablando, que permite conocer muchos aspectos de la vida cotidiana, de las creencias y de los ritos populares que hubiera sido imposible conocer analizando exclusivamente los textos escritos.

#### Hipogeos

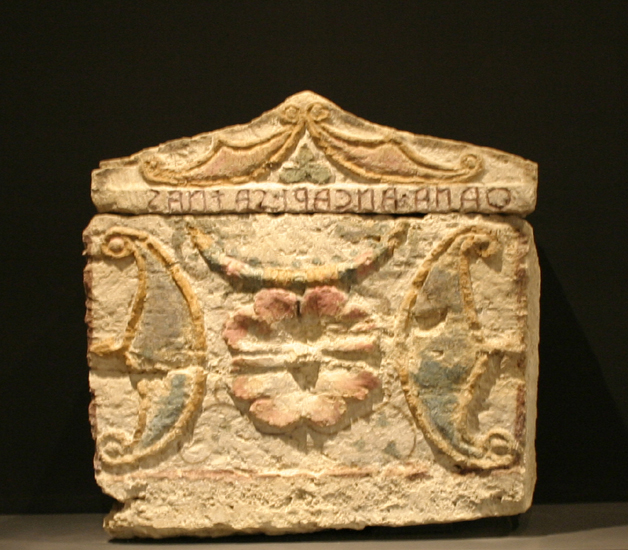
Urna crematoria policromada procedente del hipogeo de los Satna, siglos II-I a. C., actualmente se encuentra en el Museo Archeologico Nazionale dell'Umbria, en Perugia.

Se excavaban enteramente bajo tierra o se conseguían ocupando cavidades naturales preexistentes, como grutas o cavernas. De ellas, la más famosa es el Hipogeo de los volumnios, descubierta en el año 1840. Este tipo de catacumba estaba formado por un inclinado acceso de escalones, que llevaba directamente al atrio. Aquí había normalmente seis tumbas (o grupos de tumbas), unidos mediante estrechos corredores (en algunos casos se trataba de auténticos túneles). Se cree que la sepultura en hipogeos se reservaba a personas de cierto rango social, especialmente políticos, militares y sacerdotes.

#### Edículos
Se construían enteramente fuera de la tierra, pretendiendo ser templos en miniatura, pero que en la práctica eran muy parecidos a las habitaciones de los primeros asentamientos etruscos. En la simbología etrusca, era muy significativa la forma de templete: representaba el punto intermedio del viaje que el difunto debía realizar de la vida a la muerte, una especie de última etapa de la vida terrena. Entre ellos, hay que recordar el «Bronzetto dell'Offerente», la mejor conservada, que se encuentra en Populonia.

#### Túmulos
Deben su nombre al hecho de que, una vez ejecutada la sepultura, se cubría con una pila de tierra, con el fin de crear una especie de colina artificial. Cada una de estas tumbas se articula, como los hipogeos, en diversas cámaras sepulcrales de dimensiones proporcionales a la riqueza y notoriedad del difunto o su familia. Generalmente eran de planta circular. Entre ellas hay que recordar la Tumba de los Relieves, en el interior de la necrópolis de la Banditaccia, cerca de Cerveteri.

## Escultura
Los artistas etruscos eran artesanos de gran habilidad. Ejecutaban piezas (estatuas, cerámica, espejos, cajas, etc.) de gran calidad y maestría en terracota, una caliza muy porosa llamada toba, barro, bronce y metal. Desarrollaron también piezas de joyería (en oro, plata y marfil) y una cerámica negra llamada bucchero. En el «Museo Archeologico Nazionale Etrusco della Città di Chiusi» pueden verse numerosas urnas funerarias, jarrones decorados con figuras negras y cerámica de bucchero, así como estatuillas de bronce. Igualmente pueden verse unas seiscientas urnas funerarias, de terracota y también de alabastro, en el Museo Guarnacci de Volterra.
Era una escultura fuertemente influida por modelos griegos, aunque no llegara jamás al mismo nivel de armonía y perfección que las estatuas atenienses o tebanas. No obstante, presenta algunas características singulares, como el naturalismo en la representación de rostros, que posteriormente transmitió a los romanos. El genuino busto etrusco, realizado en bronce fundido, difiere del «busto» griego en que la persona retratada no suele estar idealizada.
Como el resto de las expresiones artísticas, la escultura tenía como finalidad adorar a la divinidad, encontrándose por ejemplo estatuas de terracota en el templo de Veyes. También se vincula con los ritos funerarios, habiéndose encontrado numerosas esculturas etruscas en las tumbas, especialmente en Perugia, Volterra y Chiusi, que representan objetos o sujetos mitológicos.

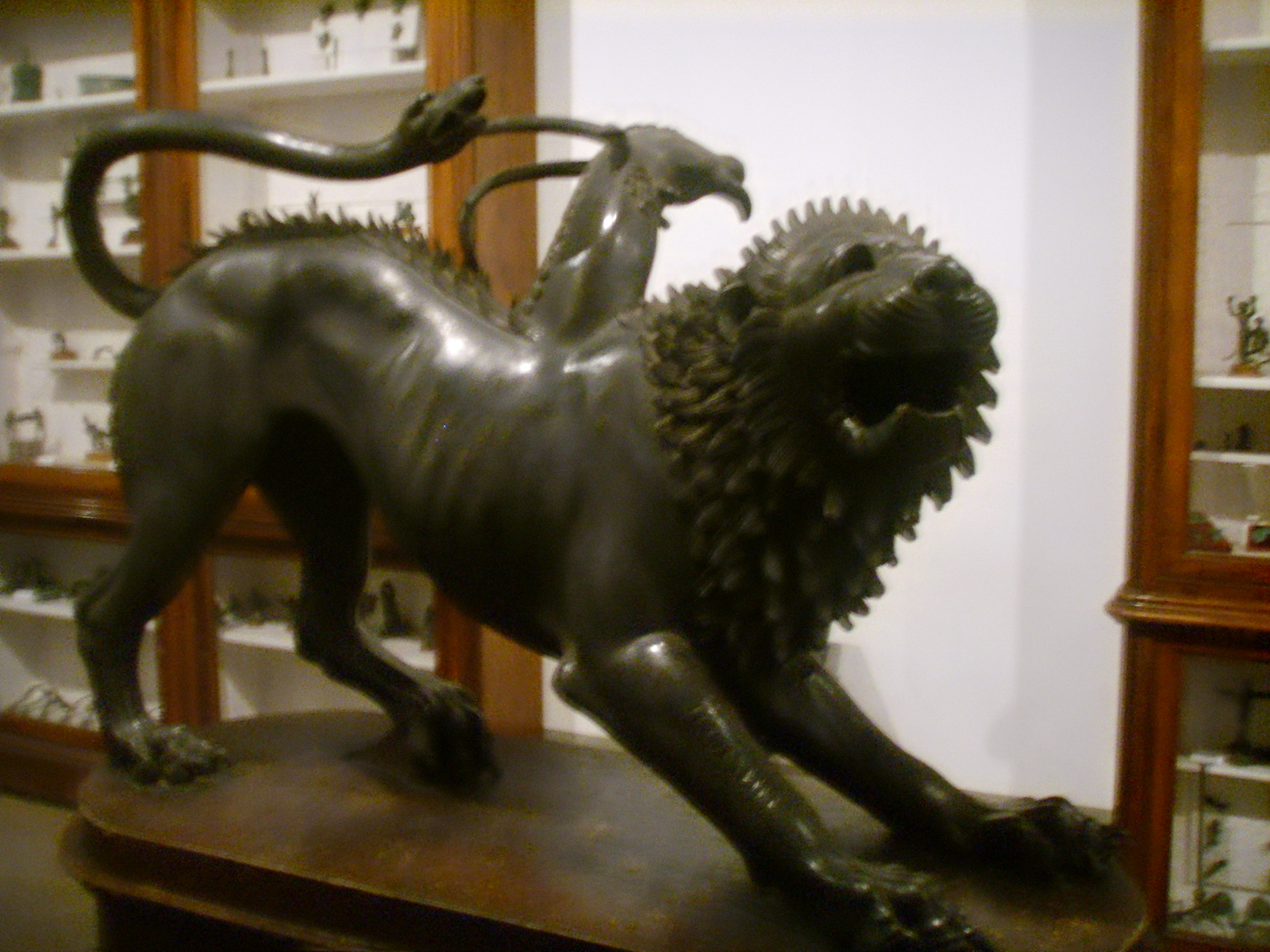
La Quimera de Arezzo.

En primer lugar, en las propias urnas de barro en las que se guardaban los restos de los fallecidos, aparecen elementos escultóricos representando elementos anatómicos del fallecido, por ejemplo, la tapa en forma de cabeza; bustos que podrían estar en el origen de los bustos romanos; esculturas y relieves en sarcófago donde, en una fase posterior, las figuras humanas en tamaño real surgen reclinadas sobre la tapa como si de un lecho se tratase (yacentes). Son muy significativas las parejas funerarias, en las que los esposos se encuentran recostados sobre un lecho. Los rostros denotan influencia de la escultura arcaica griega. En oposición a la escultura griega en piedra, la escultura etrusca toma forma en materiales más blandos que posibilitan una modulación más elástica, fluida y redondeada imbuyendo en las figuras una natural espontaneidad.
No solo representaban personas, sino también animales, algunos de ellos de manera realista (como la Loba del Capitolio) pero otros de manera fantástica, de influencia orientalizante (la Quimera de Arezzo).
Ejemplos famosos de escultura etrusca son:
- El «Apolo de Veyes» escultura del dios Apolo del siglo VI a. C. encontrada en el templo/santuario en honor a la diosa Minerva de Portonaccio (Veyes), atribuido a Vulca. Actualmente se encuentra en el Museo Etrusco Nacional. En su rostro se siente la influencia de la escultura griega arcaica.
- El «Carro etrusco de Monteleone» carro de guerra que data del siglo VI a. C. Fue encontrado en la localidad de Monteleone di Spoleto por un agricultor en una tumba etrusca. Sus paneles, hechos de bronce y marfil, reflejan escenas de la Ilíada de Homero.
- La «Quimera de Arezzo»: fechada entre 380 y 360 a. C. La quimera, según la mitología romana, fue abatida por Belerofonte, a lomos de su caballo Pegaso. Tras su descubrimiento en 1553 en Arezzo, se convirtió en símbolo del nacionalismo toscano. Hoy se encuentra en el Museo Archeologico de Florencia. Ejemplo de la animalística inspirada en los monstruos orientales, creados con partes de diversos animales.
- El llamado Marte de Todi, escultura de un guerrero armado de un modo semejante al de los hoplitas griegos, aunque el armamento (tipo de coraza etc.) es en lo real, etrusco.
- «El orador» o «Arringatore»: fechada entre el siglo II y el I a. C. Al parecer representa a un noble llamado Aulus Metellus, pero se desconoce quién era. Fue encontrado cerca del lago Trasimeno en Umbría, y actualmente se encuentra en el Museo Archeologico de Florencia.
- El sarcófago de los esposos: fechada hacia el 520 a. C. Fue encontrada en una necrópolis en Cerveteri. Construido en terracota, la tapa del sarcófago representa una pareja recostada en un triclinio en el que se aprecian volutas eolias. Están en un banquete en la otra vida. En sus rostros se muestra la influencia del preclasicismo griego. Actualmente se encuentra en el Museo Nazionale Etrusco (Villa Giulia, Roma).
- El Frontón de Talamone, frontón con relieves de terracota de un templo etrusco del siglo II d. C..
- El «Apolo Helios», actualmente en el Museo Etrusco Nacional.

La «Loba del Capitolio», que durante mucho tiempo se ha reputado una escultura etrusca, actualmente es considerada de época medieval.
En las tumbas etruscas se encontraron numerosos objetos de metal y cerámico, en los que se observa la influencia de las culturas del Mediterráneo oriental. Todos estos productos fueron base para la exportación tanto hacia el norte de Europa como hacia Oriente.
Realizaron los etruscos numerosas figurillas, especialmente con bronce, y en general representa a la Tyrrhena sigilla de los romanos; también hay candelabros, y una gran variedad de objetos de ornato y utensilios. Del mismo material son los centenares de espejos grabados descubiertos, erróneamente llamados «pateras». A lo largo de los años se han encontrado copas de oro y otros trabajos de orfebrería que, en general, era muy rica y de formas complejas, con grabados, graneados, filigranas y repujados. La materia prima provenía de las minas que los etruscos explotaban en Elba (hierro) y Etruria (cobre). Estas últimas permitieron sus trabajos de decoración en bronce tan conseguidos y también armas y elementos para la flota. Con bronce hicieron sus monedas de gran tamaño.

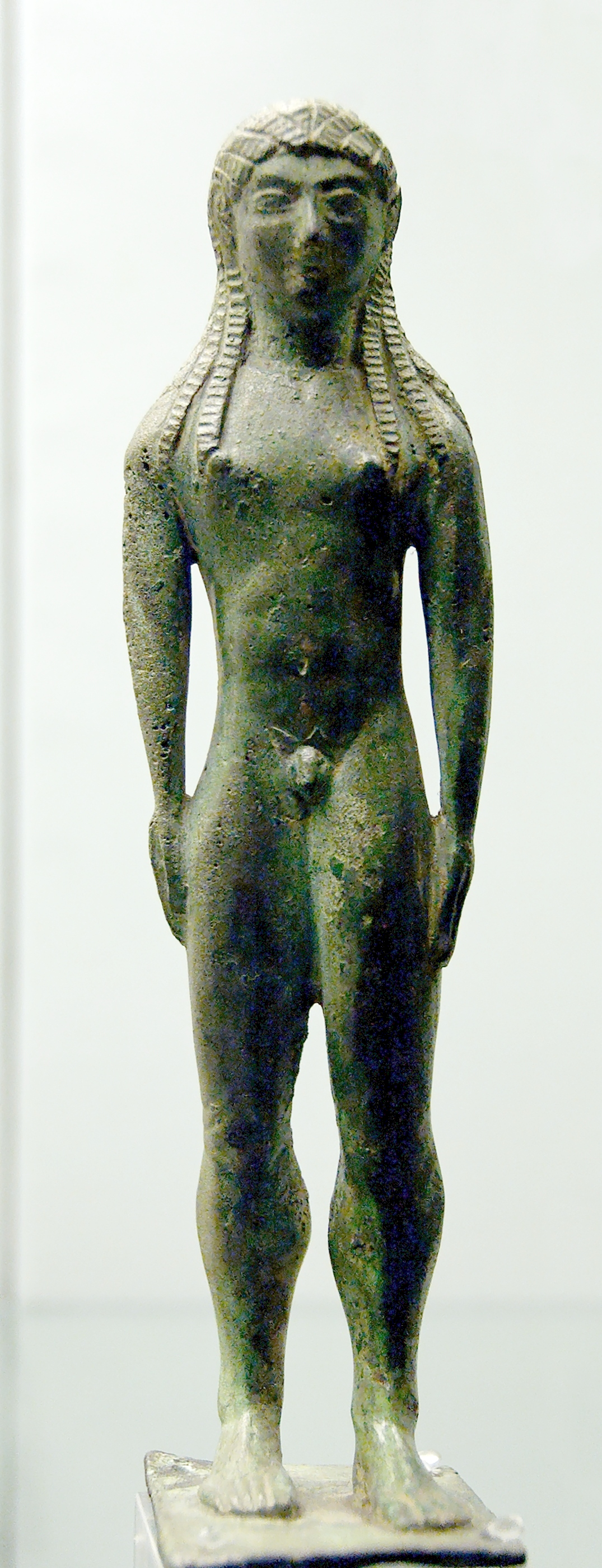
Estatuilla votiva realizada en bronce, de un joven desnudo con los brazos a los lados, proveniente de Chiusi (550-530 a. C.).
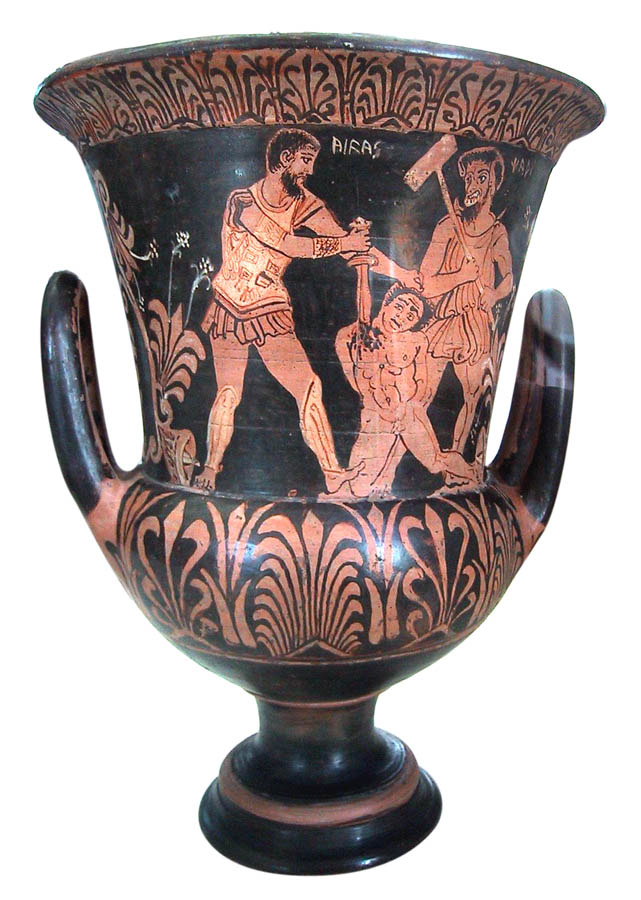
«Aquiles matando a un prisionero troyano en frente de Charun» (el demonio de la muerte etrusco, relacionado con el griego Caronte) armado con un martillo. Lado A de una crátera etrusca en forma de cáliz de figuras rojas, finales del siglo IV a. C., principios del siglo III a. C..
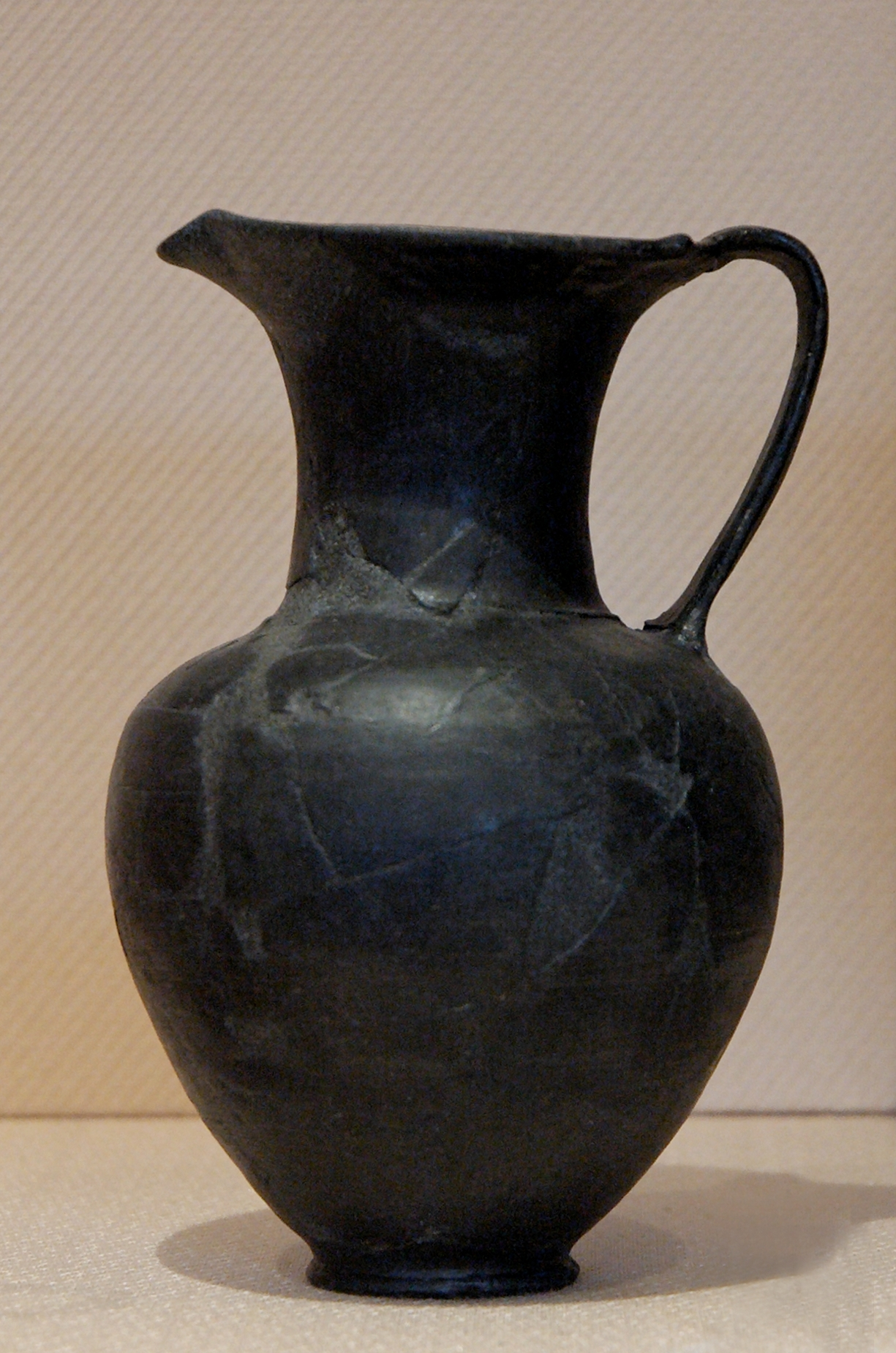
Oinochoe estilo bucchero, proveniente del cementerio de Osteria dell'Osa, cerca de Roma, Italia; actualmente, en las Termas de Diocleciano (Museo Nazionale Romano).

Los etruscos importaban cerámicas del mundo griego, como el famoso Vaso François (Museo Archeologico de Florencia), enorme crátera con volutas con figuras negras que data de hacia el año 570 a. C. y se encontró en 1844 en una tumba etrusca en la necrópolis de Fonte Rotella cerca de Chiusi. La cerámica de importación corintia o ática influyó en la fabricación local que es de dos tipos: la cerámica lisa y negra (la principal la del bucchero nero, estilo cerámico caracterizado porque se bruñía para parecer bronce) o la de imitación de la griega de figuras negras en hidrias. Las cerámicas encontradas en la tumba Regolini-Galassi de Cerveteri son las más importantes, conservándose en los Museos Vaticanos las joyas de oro, el trono, la cama y el carro funerario en bronce. Los principales objetos provienen de Arretium y Clusium, adornadas estas por figuras en relieve muy grotescas y de carácter oriental. Las jarras pintadas encontradas en Clusium, Tarquinia y Vulci muestran una clara influencia del arte griego, en estilo y tema (mitología griega) y son casi idénticas a las que se hallaron en Campania, sur de Italia, Sicilia y Grecia.

## Pintura

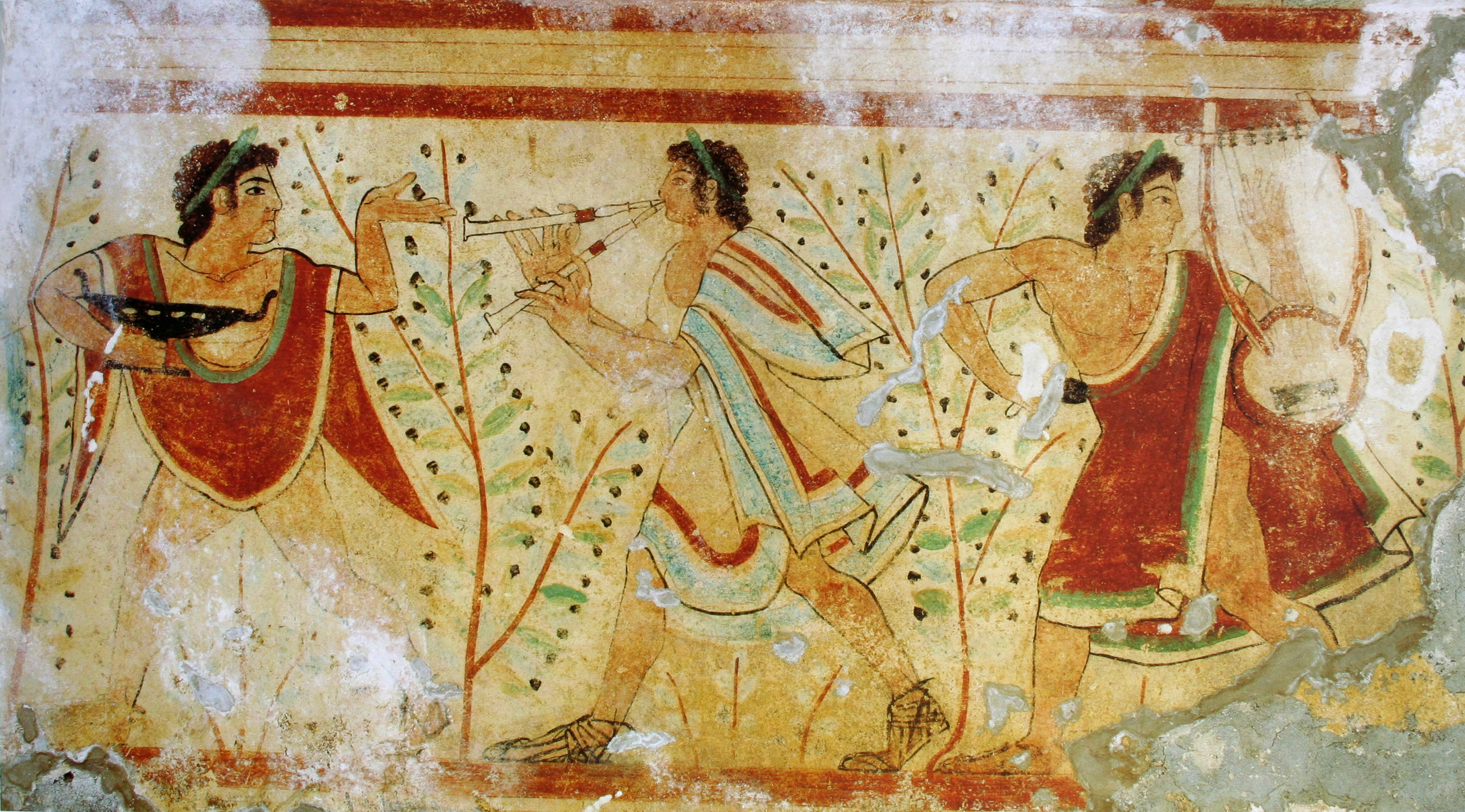
Pintura mural en la «Tumba de los Leopardos» (hacia el año 500 a. C., en Tarquinia; en el centro, el tañedor de la flauta doble típica de los etruscos; a la derecha, el tañedor de lira.

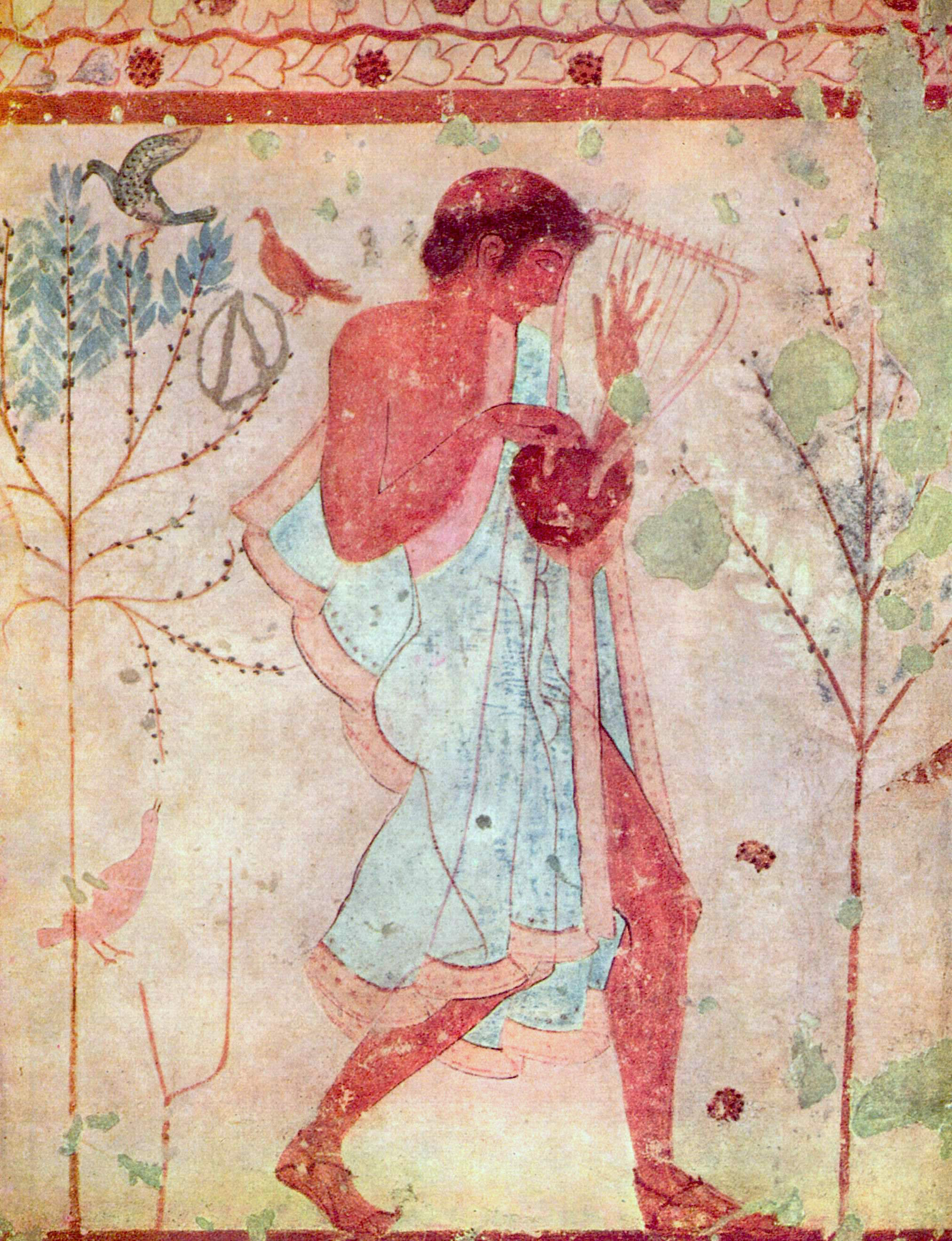
Pintura mural etrusca representando a un músico, en la llamada «Tumba del Triclinio», en Tarquinia.

Las pinturas etruscas que han llegado a los tiempos modernos son, en su mayor parte, frescos murales de tumbas, y principalmente de Tarquinia. El hombre etrusco vivía plenamente la existencia terrenal confiado en una vida dichosa de ultratumba. Los vestigios de su arte así lo confirman, porque están dedicadas casi en exclusiva a la creencia del más allá.
En el estudio de la pintura etrusca se diferencias tres épocas cronológicas:
- el influjo oriental, entre el 700 y el 575 a. C., con dos subperíodos,
  - uno entre el 700 y el 625 a. C., con influencias fenicias y chipriotas, y
  - otro entre el 625 y el 575 a. C., con influencias griegas. Esta es la época del gran esplendor de la pintura etrusca.
- El tercer período se extiende hasta el siglo III a. C., ya de decadencia, hasta enlazar con la pintura romana.

Se ha relacionado con las culturas del Mediterráneo oriental. Se cree que las técnicas que usaron los etruscos son las mismas que usaban los pintores helénicos, ya que el arte etrusco parece seguir la misma evolución. Los temas reflejan sus creencias religiosas, el pensamiento acerca de la muerte y la esperanza de la vida eterna y gozosa tras el fallecimiento. Las tumbas eran labradas en la roca o construidas con grandes bloques de piedra. Dentro se colocaba el sepulcro y las paredes se pintaban al fresco, técnica permite que las pinturas perduren a lo largo de los siglos, ya que al secarse el yeso sobre el que se aplica el pigmento, la pintura pasa a formar parte de la propia pared.
Se representaban escenas que nada tenían que ver con la tristeza de la ausencia del ser querido, sino que presentan aspectos de lo que fue la vida del difunto, alegría y fiestas junto a su familia, juegos, cacerías, etc. Los etruscos copiaron profusamente el paisaje que tenían a su alrededor, tanto natural como social. Retrataban escenas mitológicas y funerarias.
Todo se dispone armoniosamente en una decoración geométrica dividida en bandas, techos, frisos, y toda la estancia. Las figuras están marcadas por fuertes trazos, lo que nos habla de un importante dominio del dibujo. La composición de estos frescos presenta mucho movimiento, con una armonía cabal y estilizada, con formas simples. El estilo era marcadamente bidimensional, estilizado (formas delineadas en negro), más de colores vivos y atmósfera jovial. Los pigmentos se obtenían de piedras y minerales que se molían y mezclaban. Los colores preferidos en la pintura por los etruscos fueron el rojo, verde y el azul, al parecer porque les asignaban connotaciones religiosas. El color tiene un simbolismo: los hombres aparecen en tonos oscuros y rojizos y las mujeres en tonos claros, indicios de la masculinidad y feminidad. En general los valores de las tintas son muy armoniosos y sin estridencias. Los pinceles se hacían con pelo de animal y eran extremadamente precisos (incluso en la actualidad, los mejores pinceles se hacen con pelo de buey).
Desde mediados del siglo IV a. C., el claroscuro empezó a usarse para representar la profundidad y el volumen. El concepto de proporción no aparece en ninguno de los frescos supervivientes y a menudo se encuentran retratos de animales o de hombres en los que algunas partes del cuerpo están desproporcionadas. Uno de los frescos etruscos más conocidos es el de la «Tumba de la Leona» (Tomba delle Leonesse) en Tarquinia.
En una fase tardía, la actitud festiva ante la muerte cambió, posiblemente por la influencia del arte griego del periodo clásico, y las figuras muestran un nuevo talante, pensativo y de incertidumbre hacia el final de la vida.
También el sarcófago se pinta. Son de terracota con figuras semitendidas sobre las tapas. Tienen vivos reflejos de claroscuro, y un tratamiento que muestra la preocupación por la vida de ultratumba.
Otra gran realización de la pintura etrusca es la de los vasos, que se difunden a imitación de los vasos griegos.
De las doce ciudades que formaron la confederación etrusca las que mejor han conservado mejor las muestras de su arte son: Cerveteri, Veyes, Chiusi y Tarquinia.
Las pinturas etruscas que han llegado a los tiempos modernos son, en su mayor parte, frescos murales de tumbas, y principalmente de Tarquinia. Tiene una notable importancia no tanto por el nivel artístico alcanzado, sino por el hecho de que se trata del más destacado ejemplo de arte figurativo prerromano en Italia. Se ha relacionado con las culturas del Mediterráneo oriental.
Las cámaras funerarias imitaban el interior de una habitación. Tenían el techo abovedado o con falsa cúpula y sus paredes se pintaban al fresco. Esta técnica permite que las pinturas perduren a lo largo de los siglos, ya que al secarse el yeso sobre el que se aplica el pigmento, la pintura pasa a formar parte de la propia pared.
Retrataban escenas mitológicas y funerarias, como los banquetes funerarios que hacen de las fiestas un tema común en los frescos de las tumbas etruscas. A veces se representaban escenas de la vida cotidiana, con danzantes, músicos o jinetes. El estilo era marcadamente bidimensional, estilizado (formas delineadas en negro), más de colores vivos y atmósfera jovial. Los pigmentos se obtenían de piedras y minerales que se molían y mezclaban. Los colores preferidos en la pintura por los etruscos fueron el rojo, verde y el azul, al parecer porque les asignaban connotaciones religiosas. Los pinceles se hacían con pelo de animal y eran extremadamente precisos (incluso en la actualidad, los mejores pinceles se hacen con pelo de buey). Desde mediados del siglo IV a. C., el claroscuro empezó a usarse para representar la profundidad y el volumen. El concepto de proporción no aparece en ninguno de los frescos supervivientes y a menudo se encuentran retratos de animales o de hombres en los que algunas partes del cuerpo están desproporcionadas. Uno de los frescos etruscos más conocidos es el de la «Tumba de la Leona» (Tomba delle Leonesse) en Tarquinia.
En una fase tardía, la actitud festiva ante la muerte cambió, posiblemente por la influencia del arte griego del periodo clásico, y las figuras muestran un nuevo talante, pensativo y de incertidumbre hacia el final de la vida.

## Orfebrería

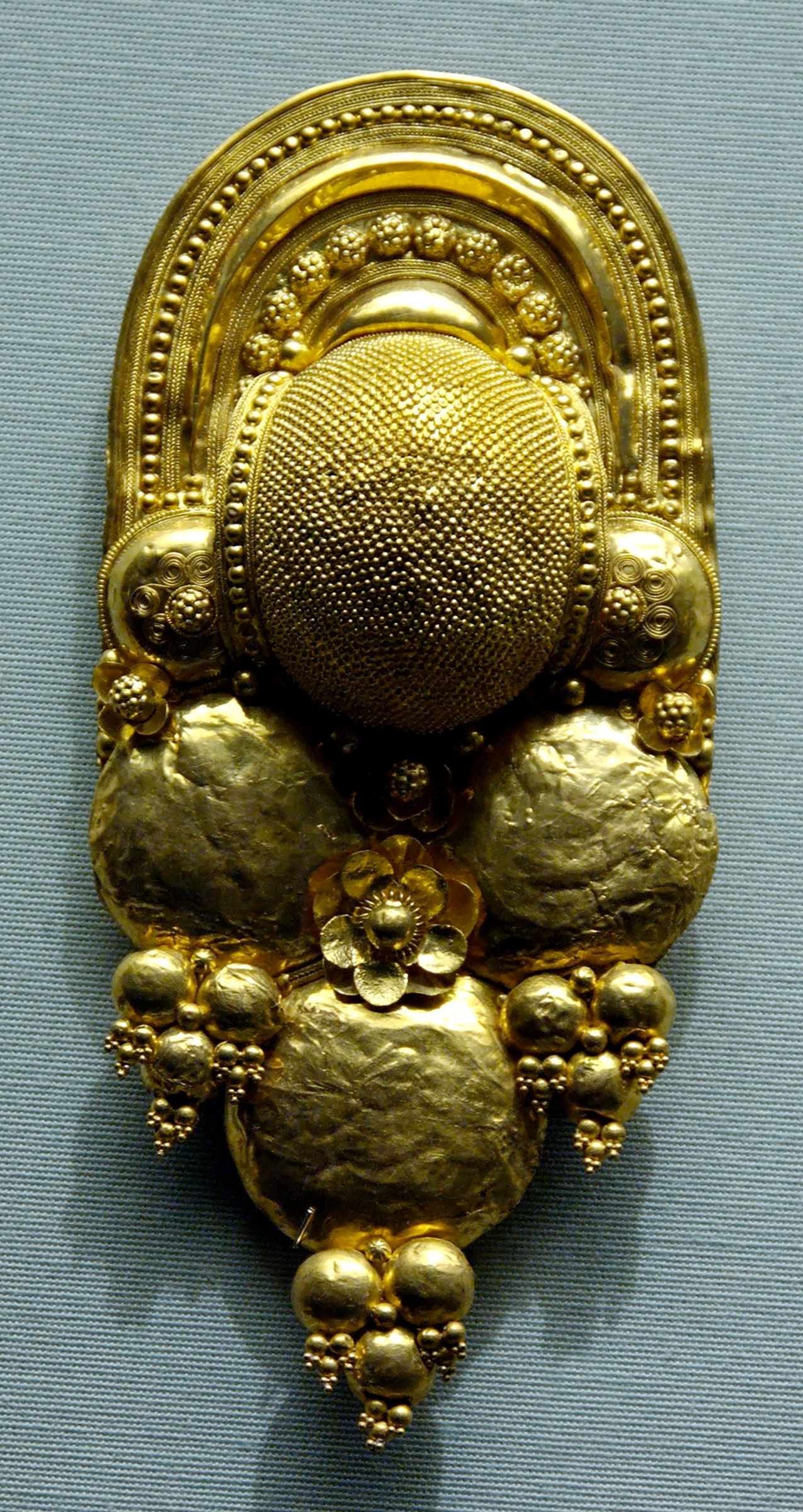
Pendientes etruscos decorados con granulación (400–300 a. C.

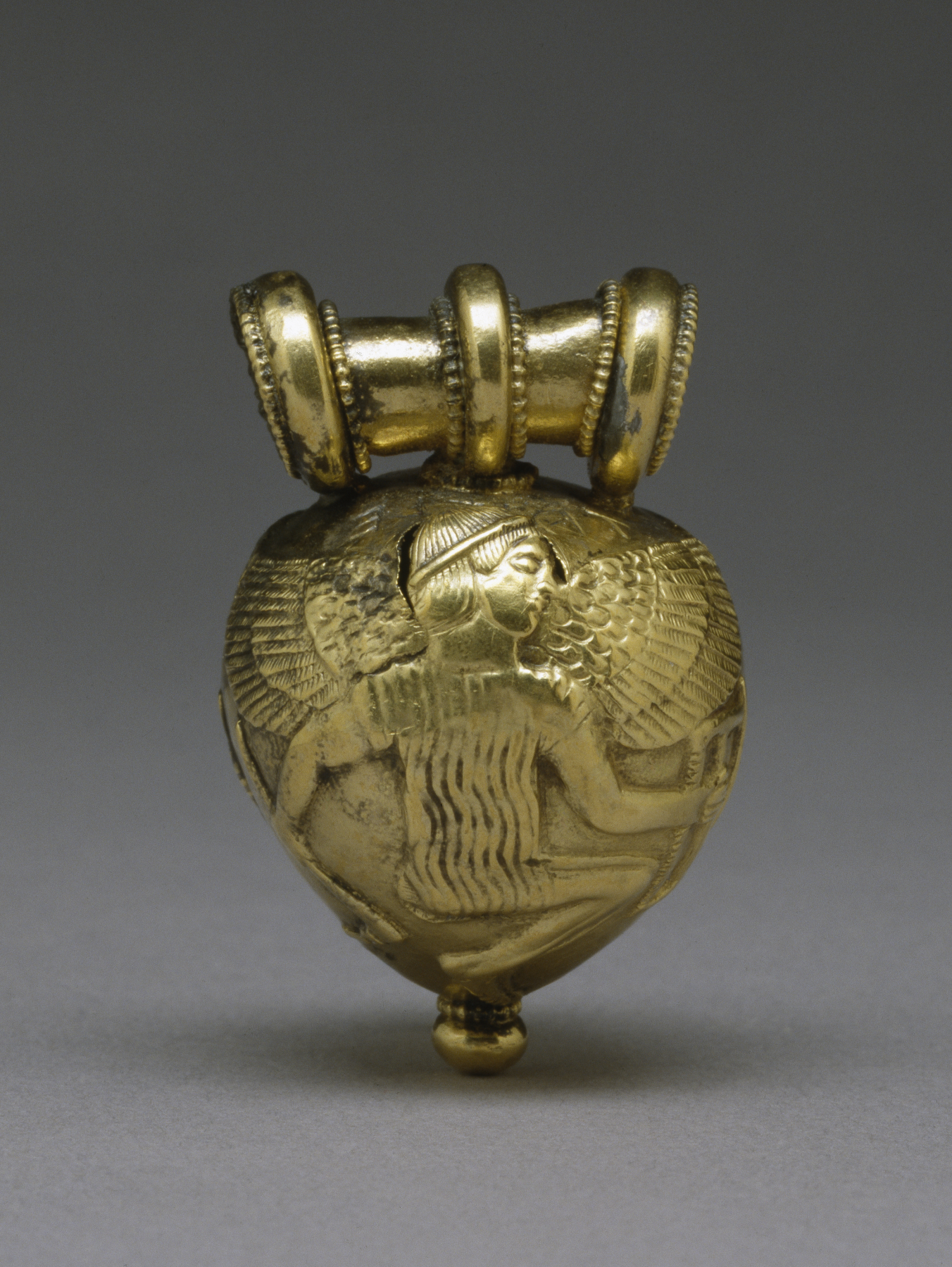
Bulla etrusca con Dédalo e Ícaro. Baltimore, Walters Art Museum 57371.

Los artesanos etruscos pudieron practicar las técnicas más sofisticadas en el trabajo de los metales preciosos: repujado, grabado, filigrana o granulación. El conocimiento de estas técnicas les llegó de los artesanos y los objetos de lujo de Oriente Próximo, pero supieron perfeccionarlas, con gran dominio, especialmente la granulación, inventada en Asiria, pero que se hizo muy popular entre los etruscos, en los siglos VII y VI a. C. Las joyas etruscas pasaron a formar parte del ajuar funerario y así han llegado hasta nosotros.
Se han encontrado objetos de extraordinaria factura y riqueza en las tumbas Barberini y Bernardini de Palestrina y en la Regolini-Galassi de Caere. Un objeto que debía distinguir, en particular, el estatus del difunto en estos contextos funerarios era el pectoral de láminas de oro. En el mismo ámbito productivo, la vajilla en materiales preciosos, además de objetos de marfil. Se trata de objetos importados o fabricados localmente por artesanos inmigrantes. Uno de los principales lugares de asentamiento para este tipo de artesanía extranjera parece haber sido Caere y aquí como en otros lugares, como Vetulonia, pueden haberse formado los aprendices etruscos.
Durante el siglo VI a. C. no existieron innovaciones técnicas importantes, en comparación con el período anterior. Sin embargo, los objetos muestran una mayor atención a los aspectos colorísticos mediante la inserción de piedras de colores. Típicamente etruscos, entre mediados del siglo VI a. C. y la mitad del V a. C. son los pendientes de racimo. La producción del período arcaico se concentra en Vulci y se caracteriza por una decoración más sencilla y tipologías greco-orientales, mientras que en Caere se mantiene una producción de objetos más complejos y refinados. Después del siglo VI a. C., la filigrana y la granulación desaparecen, aunque en su lugar, se sigue utilizando el repujado. En época clásica y helenística, se extendió el uso de coronas con hojas en pan de oro y el de las bulas, decoradas en relieve. La joyería etrusca del período helenístico en particular parece derivar su sabor de las producciones de Tarento, volviéndose a utilizar la filigrana y la granulación.

## Literatura
Existió sin lugar a dudas una literatura en etrusco, de la cual conservamos solo unos pequeños fragmentos, fundamentalmente religiosos, además de numerosas inscripciones.

## Otras artes
Nada queda de la literatura etrusca, lo que no significa que no existiera, encontrándose algunas trazas en los autores romanos.
Parece haber existido un teatro etrusco, pues a él aluden algunos autores latinos. Nos lo sugiere una palabra emblemática: φersu (que, como tantas otras palabras, pasó al latín y luego a las distintas lenguas romances y otras, como el inglés cuyo vocabulario es en un 60% de origen francés), la «máscara» de la comedia que significa en origen persona, en latín.
En cuanto a la música es evidente que la cultivaron, como puede verse por los instrumentos que aparecen en frescos y bajorrelieves. Aparecen distintos tipos de flautas, como el plagiaulos, la flauta de Pan , la syrinx, la flauta de alabastro, y la famosa flauta doble. Se acompañan por instrumentos de percusión como el tintinábulo, el tímpano y los crótalos. Finalmente, hay instrumentos de cuerdas como la lira y la cítara.